# Паул фон Хайзе
Паул Йохан Лудвиг Хайзе (на немски: Paul Johann Ludwig Heyse) е германски писател, поет и драматург. Автор на шест романа, няколко стихосбирки, над 60 пиеси и около 120 разказа. През 1910 г. е удостоен с Нобелова награда за литература, с което се превръща в първия немски автор нобелист.
Изучавал класическа и романска филология.